# Brachiati iuniores
Brachiati iuniores, también llamados Bracchiati iuniores o Braccati iuniores, es el nombre de una de las 18 tropas auxiliares que formaban los Auxilia Palatina en tiempo del primer ejército del Imperio de Oriente, siendo Arbitio el Magister militum praesentalis.

## Introducción
Se distinguían, en tiempos de la República romana, las legiones de los auxiliares, porque aquella se componía de ciudadanos romanos solamente, mientras que los auxiliares elegidos generalmente entre los aliados servían como tropas ligeras.
En tiempo de los emperadores se formaron también legiones de soldados extranjeros y los "auxilia" siguieron llevando armadura ligera, formando cuerpos de 500 a 1000 hombres, que se dividían en compañías con un solo jefe y poca disciplina.

## Brachiati iuniores
Los Brachiati luchan en la batalla de Argentoratum (357). Se dividirán en Seniores y Juniores como consecuencia de la división del ejército que tuvo lugar en los primeros meses del 365, entre los emperadores Valentiniano I y Valente.
Los Brachiati iuniores eran de la Galia Narbonense, así llamados por sus brazaletes (bracchia) o pantalones (brachae).
Según consta en Notitia dignitatum: dos pájaros, mirando una cruz fija en el globo representaban a los dos emperadores que rogaban al cielo por el Imperio.

## Otras tropas auxiliares
Las 18 tropas auxiliares de los auxilia palatina eran:
- Batavi seniores
- Brachiati iuniores
- Salii
- Constantiani
- Mattiaci seniores
- Sagittarii seniores Gallicani
- Sagittarii iuniores Gallicani
- Tertii sagittarii Valentis
- Defensores
- Raetobarii
- Anglevarii
- Hiberi
- Visi
- Felices Honoriani iuniores
- Victores
- Primi Theodosiani
- Tertii Theodosiani
- Felices Theodosiani Isauri